# Hillston
Hillston est une ville australienne située dans le comté de Carrathool en Nouvelle-Galles du Sud.

## Géographie
Hillston se situe dans la Riverina, à l'ouest de la Nouvelle-Galles du Sud, sur la rivière Lachlan, à 110 km au sud de Griffith.
La ville, située à 122 mètres d'altitude, bénéficie d'un climat relativement tempéré avec une température maximale moyenne de 24,2 °C (33,2 °C de moyenne en janvier avec un record à 46 °C) et des températures minimales moyennes de 10,9 °C (moyenne minimale en juillet de 3,9 °C et un record de froid de −4,1 °C). Les précipitations annuelles atteignent 365 mm.
L'économie de la ville est basée sur les céréales, le coton, accessoirement la production d'agrumes, les cultures maraichères et l'élevage de moutons et de bovins.
La ville ne dispose pas de transport en commun. Elle est reliée à Griffith par une route goudronnée depuis 1970 et la voie de chemin de fer a été fermée au milieu des années 1970.
La ville dispose d'un lac artificiel, le lac Woorabinda, pour le ski nautique et les promenades sur ses rives.

## Histoire
La ville est créée en 1863 par un éleveur de la région, William Hard Hill, qui y ouvre un hôtel, the Redbank Hotel.

## Démographie
En 2016, la population s'élevait à 1 465 habitants.

## Politique
Hillston appartient à la zone d'administration locale de Carrathool et relève de la circonscription de la Riverina pour les élections à la Chambre des représentants.